# Crucibulum waltonense
Crucibulum waltonense is een slakkensoort uit de familie van de Calyptraeidae. De wetenschappelijke naam van de soort is voor het eerst geldig gepubliceerd in 1947 door Gardner.